# 莫斯科人3
莫斯科人3 （俄语：Москви́ч 3）是莫斯科人自2022年起在俄罗斯销售的一款紧凑型跨界SUV。該型號汽車由江淮汽车與卡马汽车厂共同建造，其原型是江淮汽车的思皓X4。此外莫斯科人3還有兩款類似車型，分別是莫斯科人3e和莫斯科人3 Comfort 。除了俄罗斯國內，莫斯科人3還出口至白俄罗斯、哈萨克斯坦和阿布哈兹。